# Boeing X-48
El Boeing X-48 es un vehículo aéreo no tripulado (UAV) experimental de investigación de las características de aviones de ala integrada (BWB), un tipo de ala volante. Boeing diseñó el X-48 y Cranfield Aerospace construyó dos ejemplares en el Reino Unido. Boeing comenzó las pruebas de vuelo de la versión X-48B para la NASA en 2007. El X-48B fue más tarde modificado a la versión X-48C. Fue probado en vuelo de agosto de 2012 a abril de 2013. Boeing y la NASA planean desarrollar un demostrador BWB mayor.

## Diseño y desarrollo

### Antecedentes
Boeing había estudiado en el pasado un diseño de ala integrada, pero encontró que a los pasajeros no les gustaba la configuración de platea de la maqueta; el diseño se abandonó para aviones comerciales, pero se retuvo para aviones militares como cisternas de reabastecimiento en vuelo.
McDonnell Douglas desarrolló el concepto del ala integrada a finales de los años 90, y Boeing lo presentó en una Conferencia Conjunta de Propulsión de AIAA/ASME/SAE/ASEA en 2004. Los ingenieros de McDonnell Douglas estaban seguros de que su diseño tenía varias ventajas, pero su concepto, de nombre en clave "Project Redwood", encontró poco interés en Boeing tras la fusión de 1997. El problema más difícil que resolvieron fue asegurar a los pasajeros un escape seguro y rápido en caso de accidente, ya que las localizaciones de las puertas de emergencia eran completamente diferentes de las de un avión convencional.
El concepto de ala integrada (BWB) ofrece ventajas en eficiencias estructurales, aerodinámicas y de operación sobre los actuales diseños más convencionales de fuselaje y ala. Estas características se traducen en mayor alcance, economía de combustible, confiabilidad y ahorros de ciclo de vida, así como menores costes de fabricación. También permiten una amplia variedad de potenciales aplicaciones militares y comerciales.

### X-48

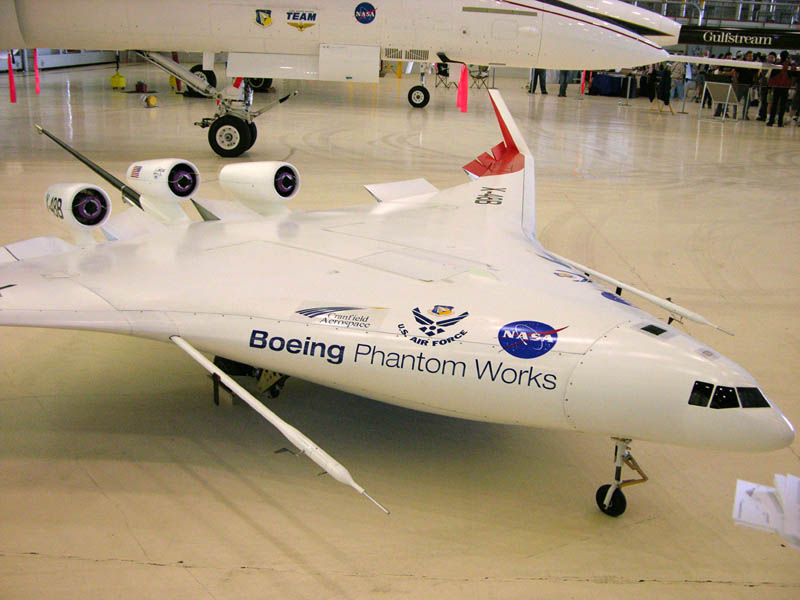
X-48B en exhibición estática en el Edwards Airshow de 2006.

Boeing Phantom Works desarrolló en concepto de avión de ala integrada (BWB) en cooperación con el Langley Research Center de la NASA. En un esfuerzo inicial para estudiar las características de vuelo del diseño BWB, se voló exitosamente un modelo de ala integrada por control remoto a hélice de 5,2 m de envergadura, en 1997. El siguiente paso fue volar el X-48A de 10,7 m de envergadura en 2004, pero el programa fue cancelado más tarde.
Las investigaciones en Phantom Works se centraron más tarde en un nuevo modelo, designado X-48B, construyéndose dos ejemplares por Cranfield Aerospace del Reino Unido. Norman Princen, ingeniero jefe de Boeing para el proyecto, declaró en 2006: "Las primeras pruebas de túnel de viento y las venideras pruebas de vuelo se centran en aprender más acerca de las características  de control de vuelo a baja velocidad del BWB, especialmente en los despegues y aterrizajes. Conocer con qué precisión nuestros modelos predicen estas características es un paso importante en el desarrollo de este concepto".
El X-48B tiene una envergadura de 6,4 m, pesa 178 kg, y está construido con materiales compuestos. Está propulsado por tres pequeños motores turborreactores y se espera que vuele hasta a 220 km/h y alcance una altitud de 3000 m. El X-48B es una versión a una escala del 8,5 % de un diseño conceptual de 73,15 m de envergadura. Aunque se han propuesto versiones de pasajeros del X-48B, el diseño tiene mayor probabilidad de ser usado para un transporte militar.

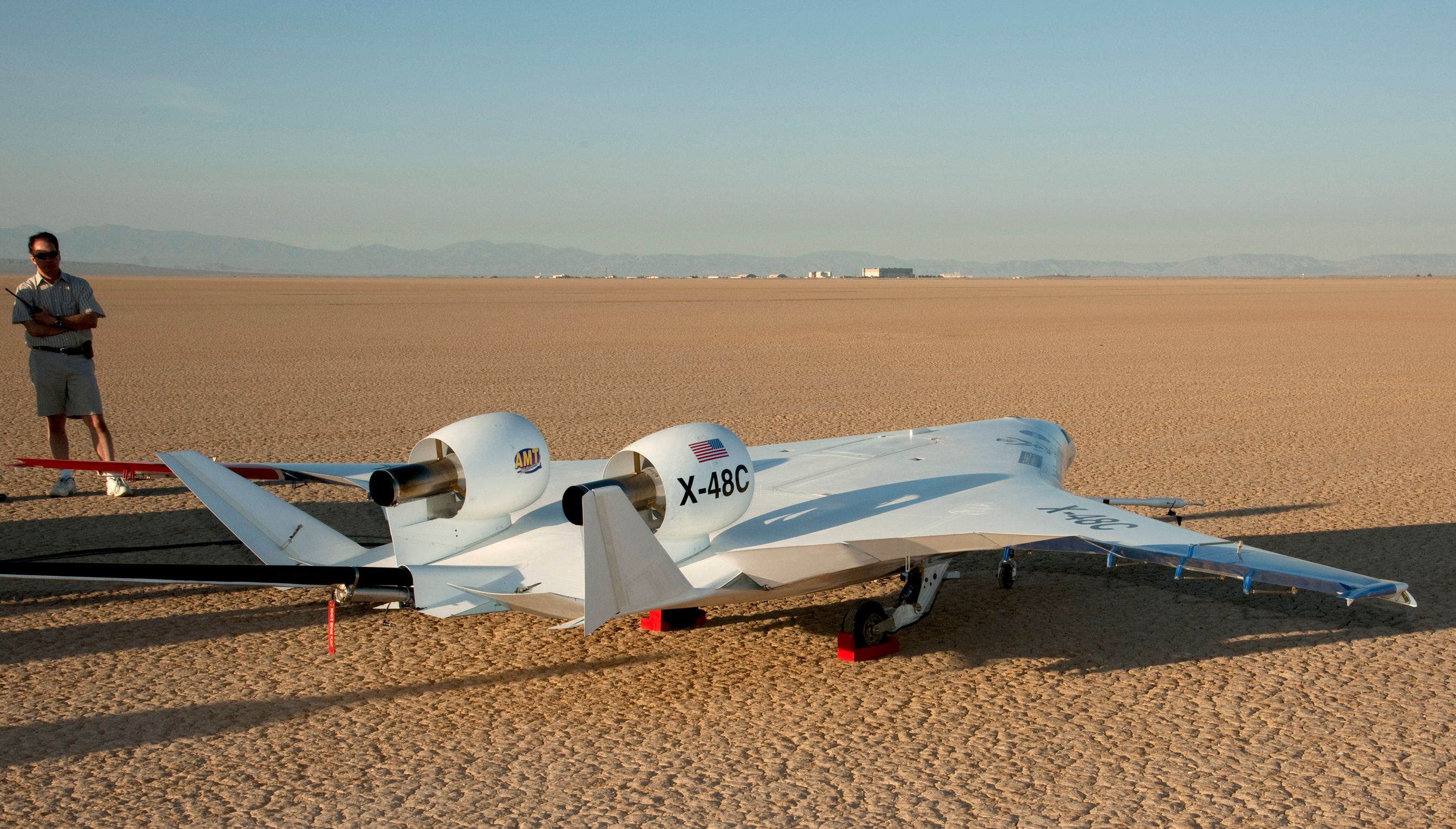
El X-48C presenta dos motores y estabilizadores verticales interiores.

Las pruebas de túnel de viento de un modelo de ala integrada de 3,66 m se completaron en septiembre de 2005. Durante abril y mayo de 2006, la NASA realizó pruebas de túnel de viento al X-48B Ship 1 en unas instalaciones compartidas por Langley y la Universidad de Old Dominion. Tras las pruebas de túnel de viento, el vehículo fue enviado al Centro Dryden de Investigaciones de Vuelo de la NASA en la Base de la Fuerza Aérea Edwards para servir como reserva del X-48B Ship 2 en las pruebas de vuelo. El X-48B Ship 2 realizó más tarde pruebas terrestres y de carreteo en preparación del vuelo. En noviembre de 2006, comenzaron las pruebas terrestres en Dryden, para validar la integridad de los sistemas del avión, las conexiones de telemetría y comunicaciones, el software de control de vuelo y las características de carreteo y despegue.
El segundo X-48B fue modificado como X-48C, comenzando en 2010 más pruebas de vuelo. El X-48C tiene sus estabilizadores verticales recolocados a cada lado de los motores, y su fuselaje se extendió hacia atrás, ambas modificaciones como un intento de reducir el perfil del morro del avión; iba a ser propulsado por dos turbinas JetCat, produciendo, cada una, un empuje de 0,36 kN. El X-48C fue modificado para usar dos motores turborreactores  Advanced Micro Turbo (AMT) en 2012.
Tras los vuelos de pruebas del X-48C en abril de 2013, Boeing y la NASA anunciaron planes para desarrollar un demostrador BWB mayor, capaz de realizar vuelos transónicos.

## Variantes
X-48A
La versión inicial planeada de 10,7 m de envergadura. Cancelada antes de ser construida.
X-48B
Dos aviones a una escala del 8,5 % que se han usado para realizar pruebas de vuelo.
X-48C
Versión modificada bimotor del X-48B destinada a probar un diseño de morro bajo, uno convertido.

## Operadores
Estados Unidos
- NASA

## Historia operacional

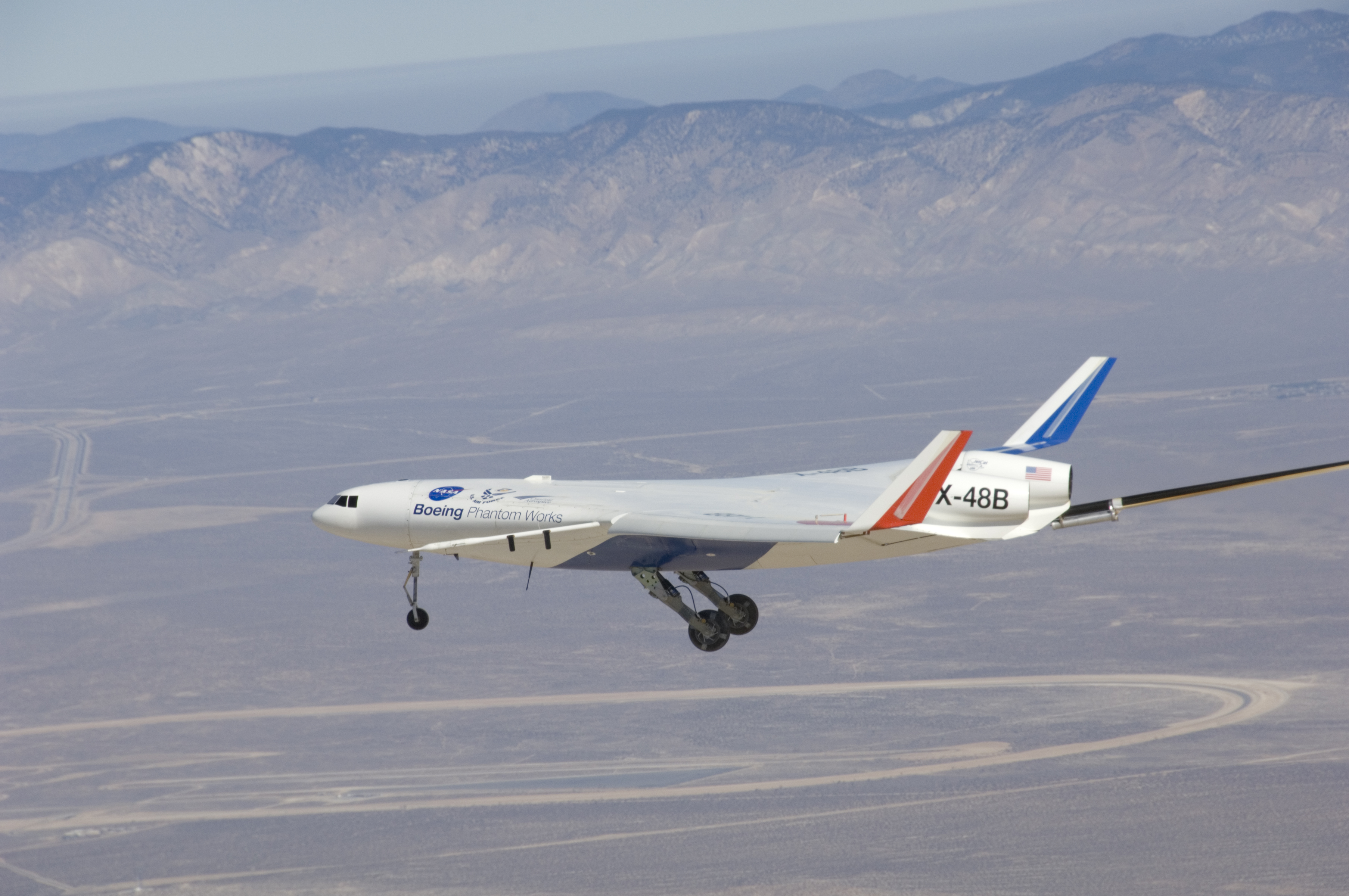
X-48B en su primer vuelo.

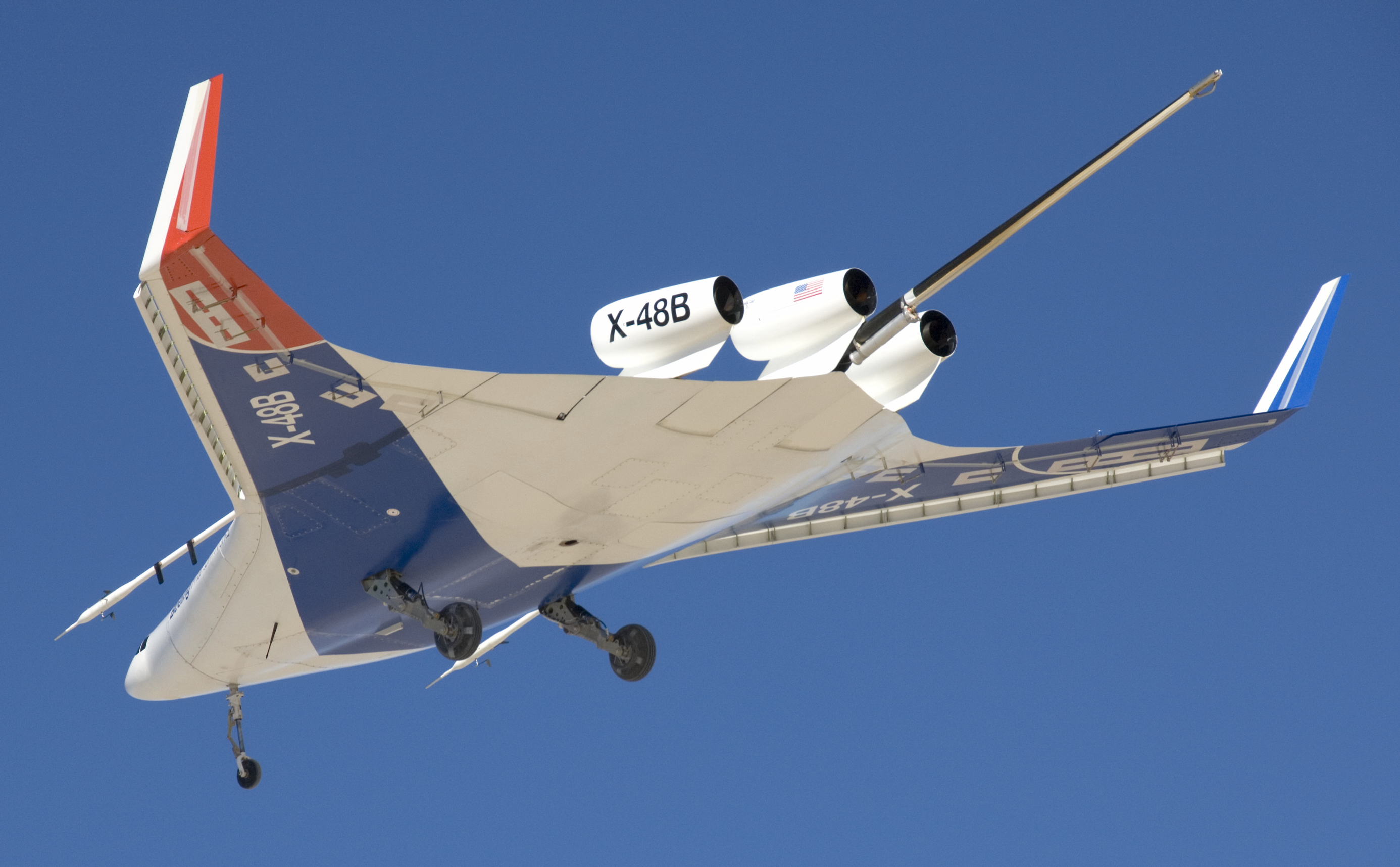
X-48B en su primer vuelo, visto desde abajo.

El X-48B voló por primera vez el 20 de julio de 2007, alcanzando una altitud de 2286 m; el vuelo duró 31 minutos. El avión, pilotado remotamente, fue llevado a una entrada en pérdida con éxito por primera vez el 4 de septiembre de 2008, con slats fijos de borde de ataque, centro de gravedad adelantado, y un ángulo de ataque de 23 grados (2º más allá del máximo coeficiente de sustentación). Las pruebas de entrada en pérdida se repitieron el 11 de septiembre con un piloto de la NASA en la consola.
El 9 de marzo de 2010, la NASA y Boeing completaron exitosamente la fase inicial de pruebas de vuelo del X-48B. Fay Collier, director del Proyecto ERA en el Aeronautics Research Mission Directorate de la NASA, comentó a la finalización de la primera fase de pruebas diciendo: "Este proyecto es un enorme éxito. El resultado final: el equipo ha probado la capacidad de volar aviones sin cola en el límite de la envolvente de baja velocidad con seguridad".
Tras la instalación de un nuevo ordenador de vuelo en 2010, el X-48B debía continuar una nueva fase de pruebas de vuelo para investigar aspectos de controlabilidad. La segunda fase de las pruebas de vuelo con el X-48B comenzaron en septiembre de 2010.
El X-48C voló por primera vez el 7 de agosto de 2012. El control de guiñada con los motores estaba entre los aspectos a estudiar. El X-48C completó su programa de vuelos de 8 meses con su trigésimo vuelo el 9 de abril de 2013.

## Especificaciones (X-48B)

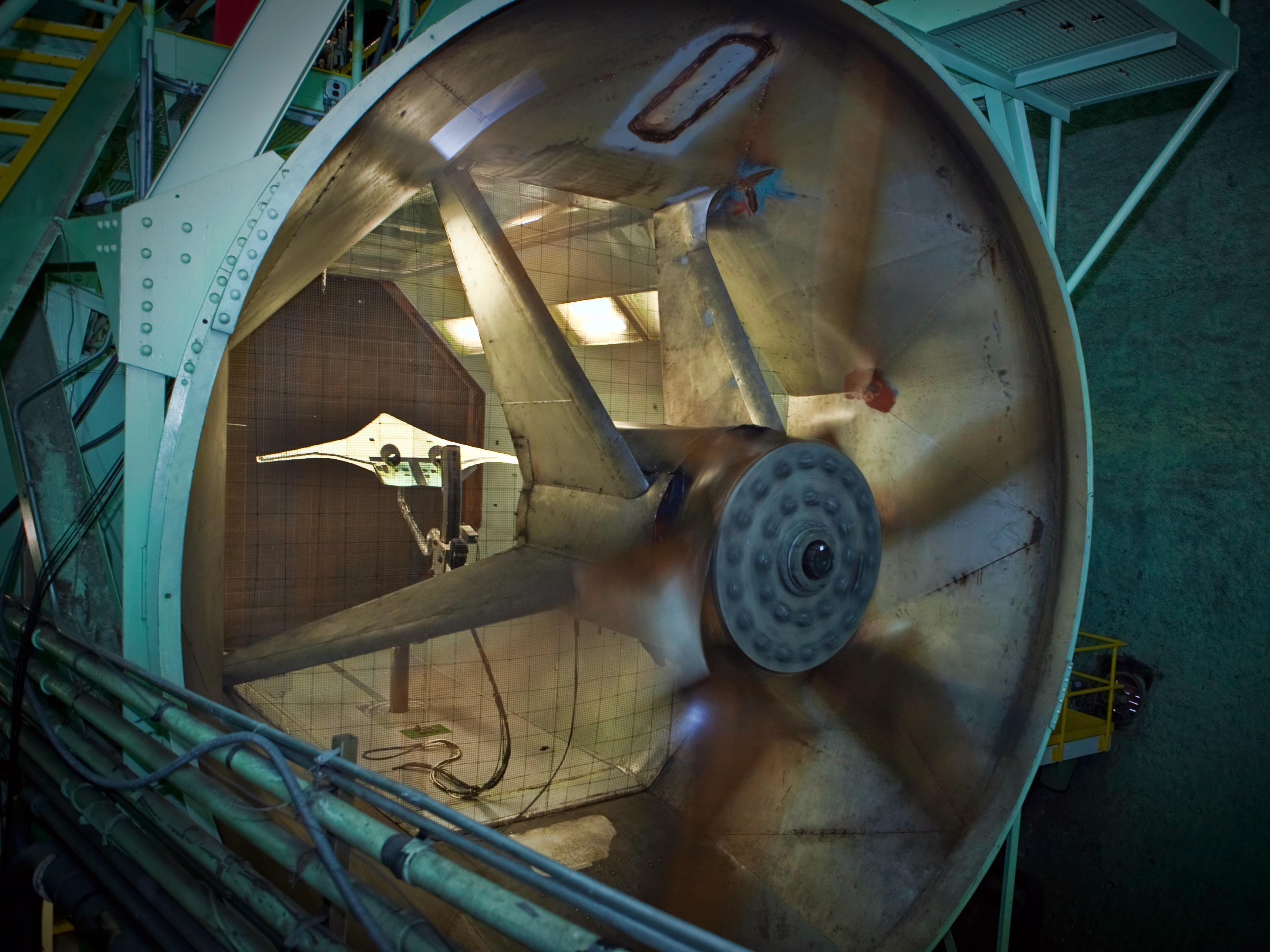
Un modelo a una escala del 3% del X-48C en el Túnel de Baja Velocidad de 3,66 m de NASA Langley.

Referencia datos: 

### Características generales
- Tripulación: 0
- Envergadura: 6,22 m
- Superficie alar: 9,3 m²
- Peso cargado: 226,8 kg
- Planta motriz: 3× turborreactor JetCat P200.
  - Empuje normal: 0,231 kN (52 lbf) de empuje cada uno.

### Rendimiento
- Velocidad nunca excedida (Vne): 218,54 km/h
- Alcance: 40 minutos
- Techo de vuelo: 3048 m (10000 pies)

### Secuencias de designación
- Secuencia X-_ (Aviones eXperimentales estadounidenses, 1948-presente): ← X-45 - X-46 - X-47A/B/C - X-48 - X-49 - X-50 - X-51 →

### Listas relacionadas
- Anexo:Aeronaves de la Fuerza Aérea de los Estados Unidos (históricas y actuales)